# Bere artizanală
Berea artizanală (sau berea craft) este o bere produsă în mici ateliere și vândută în magazine profilate pe băuturi cu arome aparte și ediții limitate.
Ea este o apariție relativ recentă în România. Printre pionierii berii artizanale din România sunt Clinica de Bere (lansată la 1 ianuarie 2011), Zăganu (octombrie 2013) și Carol Beer (lansată în 30 Noiembrie 2017)
Alți producători de bere artizanală sunt:
- Ground Zero
- Perfektum
- Hop Hooligans
- Sikaru
- Oriel Beer
- Amistad Beer
- Casino Craft
- Hophead Brewing
- Capra Noastră
- Meșterul Manole
- Nemțeana
- Bere Sara
- Mustață
- HB Traditional Brewery